# 柴田泰弘
柴田 泰弘（しばた やすひろ、1953年 - 2011年6月23日）は、日本の元新左翼活動家。よど号グループ内の最年少メンバーであった。

## 概要
1969年、神戸市立須磨高等学校に入学。その頃同校チュチェ研究同好会に所属。赤軍派に参加し、大菩薩峠事件に関与した。1970年3月31日に仲間8人とともによど号ハイジャック事件を起こした際には、グループ最年少で高校入学してから約1年の16歳の少年であった。北朝鮮に亡命後、1977年5月4日に八尾恵（1955年、兵庫県尼崎市生まれ）と結婚した。八尾によれば、彼女自身は観光を兼ねた社会体制見学のため、1977年2月に短期滞在の予定で北京経由で北朝鮮に入国したが、自身の意に反して2カ月以上軟禁状態に置かれて思想教育がなされ、柴田との結婚は強制させられたものであった。彼女自身は、柴田との結婚をまったく望んでいなかったが独裁政治の下での命令は絶対であり、拒むことができなかったという。1978年5月6日、金正日は「日本革命に関する根本問題」（通称「日本革命テーゼ」）という文書を示して、よど号犯らに自主革命党による日本革命を指令した。
1985年春によど号グループ最高幹部の田宮高麿から革命のために日本で人と金を集める命令を受けて極秘帰国した。柴田は日本で身寄りのない若者や高校生を集めて勉強会を開き、一部を北朝鮮に送っていたという。柴田は、他人になりすまして潜伏活動をしていたが、1988年5月6日に兵庫県警察外事課により旅券偽造の疑いで逮捕。指紋の照合でよど号メンバー柴田であることが確認された。よど号メンバー初の逮捕であった。
柴田は、よど号事件で強盗致傷罪・国外移送目的略取罪等で起訴され、1990年12月20日に東京地方裁判所で懲役5年の判決が言い渡された。控訴したが1993年11月に懲役5年が確定、刑務所に収監された。
未決勾留期間を差し引いて、1994年7月21日に出所。その後は公安の視察下に置かれる中、当初は拘束された日本赤軍やよど号グループ関係者の支援活動にも携わっていたが、徐々に元グループ仲間やその支援者らとは距離を置き、大阪府大阪市で1人暮らししていた。一方では鈴木邦男と親交を結んだ。出所後、一時はパソコンショップを経営していたが、閉業している。
1994年12月18日、よど号グループの無罪帰国運動を進めていた「関西・人道帰国の会」主催の柴田の講演会が高槻市民会館で開かれ、それを聴きに行った李英和は、柴田が北朝鮮の近況として語った内容が、独裁者の礼讃に終始していて、嘘を並べ立て、北朝鮮民衆を冒涜していることにたいへん失望し、怒りの念を覚えたと振り返っている。李によれば、柴田には革命家らしい正義感は微塵も感じられず、人間味もまったくなかったという。柴田は北朝鮮に強制収容所があることを否定し、北朝鮮への帰国者の苦しい生活ぶりや仕送りをせざるを得ない在日朝鮮人の苦境にも「彼らはいい暮らしがしたいだけだ」と言い放つなど無頓着であった。怒った李英和やRENK（救え! 北朝鮮の民衆/緊急行動ネットワーク）のメンバーは柴田との間で激しい言い争いになった。よど号事件を知らない、若い在日朝鮮人が柴田に「いま北朝鮮にどんな思いを抱いているのか」と静かに尋ねると、柴田は「未練はない。僕は日本人だから」と短くひとこと答えたという。
柴田の子どもたちはその後も北朝鮮に留まっていたが、次女が2004年1月に、長女が2006年6月に日本に帰国している。
よど号事件から40年を経過した2010年3月、産経新聞がインタビューを試みた際には「もう（運動は）やりません。疲れちゃってるんで…。本当に疲れちゃってるんですよ」とのみ語った。
2011年6月23日、大阪府大阪市浪速区の自宅アパートの布団で死亡しているのをアパートの管理人と大阪府警察浪速署員が発見した。外傷はなく、病死とみられる。58歳没。6月26日に生野区で行われた葬儀には元グループ仲間に説得されて娘2人が参列し、鈴木も姿を見せた。

## エピソード
- 日本の裁判で起訴された際、裁判所の人定質問で職業を問われて「職業革命家です」と即答した。
- 所持していた偽造旅券は北朝鮮による日本人拉致問題によって拉致された石岡亨名義のものであった。